# Lüder (Lüneburger Heide)
Lüder ist eine Gemeinde inmitten der Lüneburger Heide im Landkreis Uelzen, Niedersachsen. Die Gemeinde Lüder ist Mitgliedsgemeinde der Samtgemeinde Aue mit Sitz in Wrestedt.

## Geografie

### Lage
Lüder liegt zwischen dem Elbe-Seitenkanal und ausgedehnten Waldgebieten. In unmittelbarer Nähe befindet sich das Schweimker Moor mit seltener Vogel- und Pflanzenwelt.

### Gemeindegliederung
Zur Gemeinde Lüder gehören die Ortschaften Langenbrügge, Reinstorf und Röhrsen sowie die Wohnplätze Neu Lüder und Waldhof.

## Geschichte
Lüder, das alte Hlutherun, erscheint bereits im Jahre 1006 in einer Urkunde, durch welche König Heinrich II. dem Kloster Ullissen (Oldenstadt, Uelzen) den Besitz des Dorfes bestätigt. Ca. 300 Jahre später hat sich der Name Hlutherun in „Ludere“ verändert.
Am 1. Juli 1972 wurden die Gemeinden Langenbrügge, Reinstorf und Röhrsen eingegliedert.
Ebenfalls zum 1. Juli 1972 wurde die Gemeinde Lüder Mitgliedsgemeinde der neugegründeten Samtgemeinde Bodenteich.
Im Jahr 2006 feierte Lüder sein tausendjähriges Jubiläum. Der dritte Teil der 1000-Jahr-Feier fand am 7./8. Oktober 2006 statt.
Zum 1. November 2011 fusionierte die Samtgemeinde Bodenteich mit der Samtgemeinde Wrestedt zur neuen Samtgemeinde Aue. Seitdem ist folglich die Gemeinde Lüder Mitgliedsgemeinde der Samtgemeinde Aue.

## Rat
Der Rat der Gemeinde Lüder setzt sich aus elf Ratsfrauen und Ratsherren zusammen. Die Ratsmitglieder werden durch eine Kommunalwahl für jeweils fünf Jahre gewählt.
Die vergangenen Kommunalwahlen ergaben die folgenden Sitzverteilungen:
| Wahljahr | CDU                                                       | SPD | WGA | Einzel | Grüne | Gesamt   |
| 2021     | 6                                                         | 1   | 3   | 1      | -     | 11 Sitze |
| 2016     | 6                                                         | 2   | 2   | -      | 1     | 11 Sitze |
| 2011     | 6                                                         | 2   | 2   | -      | 1     | 11 Sitze |
|          | _____________________________ Einzel 2021: Mienold Eilers |     |     |        |       |          |

Letzte Kommunalwahl am 12. September 2021

## Kultur und Sehenswürdigkeiten

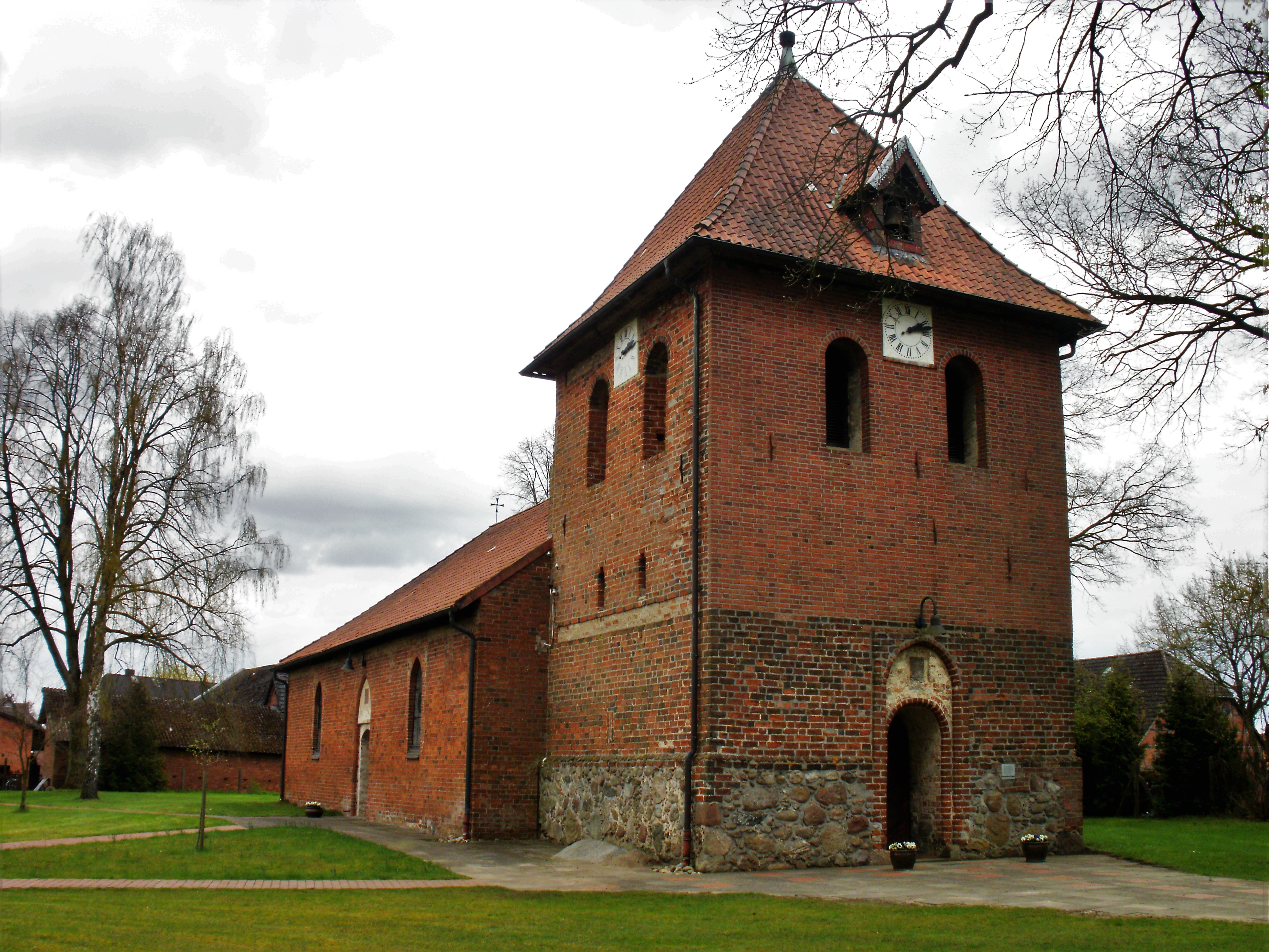
St.-Bartholomäus-Kirche in Lüder

- St.-Bartholomäus-Kirche, ursprünglich eine Wallfahrtskirche (1373), ev., rechteckiger Backsteinbau, Westturm von 1434. Altar aus der Mitte des 17. Jahrhunderts, Bretterdecke.[6]